# Епархия Тагбиларана
Епархия Тагбиларана (лат. Dioecesis Tagbilarana) — епархия Римско-Католической церкви с центром в городе Тагбиларан, Филиппины. Епархия Тагбиларана входит в митрополию Себу. Кафедральным собором епархии Тагбиларана является церковь святого Иосифа Труженика

## История
8 ноября 1941 года Римский папа Пий XII выпустил буллу In sublimi Petri, которой учредил епархию Тагбиларана, выделив её из архиепархии Себу.
9 января 1986 года епархия Тагбиларана передала часть своей территории для возведения новой епархии Талибона.

## Ординарии епархии
- епископ Хулио Росалес-и-Рас (22.06.1946 — 17.12.1949 — назначен архиепископом Себу);
- епископ Manuel Mascariñas y Morgia (12.11.1951 — 1976);
- епископ Onesimo Cadiz Gordoncillo (3.07.1976 — 18.06.1986 — назначен архиепископом Каписа);
- епископ Felix Sanchez Zafra (20.10.1986 — 21.04.1992);
- епископ Leopoldo Sumaylo Tumulak (28.11.1992 — 15.01.2005 — назначен военным ординарием Филиппин);
- епископ Leonardo Yuzon Medroso (17.10.2006 — 13.10.2016, в отставке);
- епископ Альберто Сай Уй (13.10.2016 — 16.07.2025 — назначен архиепископом Себу).

## Источник
- Annuario Pontificio, Libreria Editrice Vaticana, Città del Vaticano, 2003, ISBN 88-209-7422-3
- Булла In sublimi Petri, AAS 34 (1942), стр. 25  (лат.)